# كايل راي
كايل راي هو سياسي كندي، ولد في 23 يناير 1954.